# Хасанов, Анас Габбасович
Анас Габбасович Хасанов (баш. Әнәс Ғәббәс улы Хәсәнов; 1937—1997) — государственный деятель. Генерал-лейтенант внутренной службы, заслуженный работник Министерства внутренних дел, заслуженный юрист Республики Башкортостан.

## Биография
Родился 18 мая 1937 года в деревне Нижнехозятово Чишминского района Башкирской АССР.
В 1958—1960 гг. учился в Елабужской специальной школе МВД. В 1961—1970 гг. являлся оперативным работником РОВД города Уфы и аппарата МВД Башкирской АССР.
В 1966 году окончил Свердловский юридический институт. В 1971—1979 гг. работал в должности начальника Кировского РОВД города Уфы.
В 1976 году окончил Высшие курсы при Академии МВД СССР. В 1980—1989 гг. являлся заместителем министра внутренних дел Башкирской АССР, членом коллегии МВД РСФСР.
В 1990—1995 гг. — Министр внутренних дел Республики Башкортостан.
В 1995—1997 гг. — Председатель Законодательной палаты Государственного собрания — Курултая Республики Башкортостан.
Умер 11 декабря 1997 года. Похоронен на Мусульманском кладбище Уфы.

## Награды и звания
- Заслуженный работник Министерства внутренних дел;
- Заслуженный юрист Республики Башкортостан.

## Память
- В деревне Нижнехозятово в Чишминском районе Республики Башкортостан в его память названа улица.
- В поселке Нагаево Октябрьского района города Уфы в его память назван бульвар.
- В детской библиотеке № 7 Уфы открыт небольшой музей Анаса Хасанова[1].